# Eando Binder
Eando Binder ist das Pseudonym, unter dem die beiden Brüder Earl Andrew Binder (4. Oktober 1904–13. Oktober 1966) und Otto Binder (* 21. August 1911 in Bessemer, Michigan; † 13. Oktober 1974) Science-Fiction-Romane und -Kurzgeschichten veröffentlichten. Der Name Eando setzt sich zusammen aus den Anfangsbuchstaben ihrer Vornamen (E and O). Ihre erste Geschichte The First Martian erschien 1932 in Amazing Stories.
Die Partnerschaft dauerte bis etwa 1940, danach schrieb Otto allein weiter. Als bedeutendste Werke gelten die Kurzgeschichtensammlungen Adam Link - Robot und Anton York, Immortal. Die Adam Link Geschichten sind bemerkenswert, weil in ihnen erstmals ein Roboter in der Ich-Form von seinen Abenteuern erzählt und Roboter nicht als Bedrohung für die Menschheit dargestellt werden. Der Titel der ersten 1939 erschienenen Geschichte „I, Robot“ ist darum programmatisch, und es ist eine kleine Ironie in der Geschichte der Science Fiction, dass die besten Roboter-Stories Isaac Asimovs unter diesem Titel veröffentlicht und viel bekannter wurden. Asimov gestand in seinen autobiographischen Schriften den Einfluss Binders freimütig ein, sagt aber, dass die Übernahme des Titels gegen seinen Willen erfolgte.
Ein ebenfalls bemerkenswertes Werk ist der Roman Die neue Steinzeit (Originaltitel: Lords of Creation), der im Jahre 1939 in sechs Folgen in einem Pulp-Magazin erschien. Darin wird eine zukünftige Welt geschildert, in der die Menschheit wegen der Ausbeutung der Bodenschätze und Klimaänderung in Barbarei zurückgefallen ist – und eine zivilisierte, technisierte Gesellschaft nur noch in der Antarktis existiert.
Otto Binder schrieb viele Jahre lang auch Comic-Scripts, darunter für Superman und Captain Marvel.